# Neleothymus rufoornatus
Neleothymus rufoornatus är en stekelart som beskrevs av Cameron 1905. Neleothymus rufoornatus ingår i släktet Neleothymus och familjen brokparasitsteklar. Inga underarter finns listade i Catalogue of Life.